# Peelite

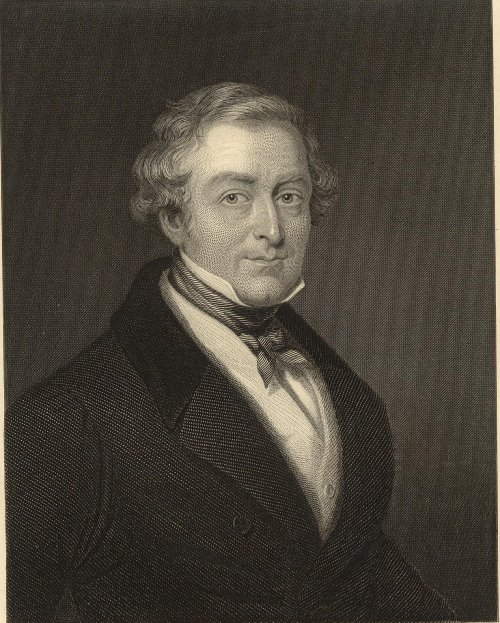
Sir Robert Peel, líder de los Peelites.

Los Peelites fueron una facción disidente del Partido Conservador británico, que existió entre 1846 y 1859. Recibían su nombre debido a que fueron inicialmente liderados por sir Robert Peel, que fue primer ministro británico y líder del Partido Conservador en 1846.
Los Peelites se caracterizaron por una férrea defensa del libre comercio y un sistema de gobierno muy directivo, casi tecnocrático. A pesar de que trataron de mantener los principios del Partido Conservador, los Peelites estaban enfrentados con el ala mayoritaria de ese partido en numerosas cuestiones, como los intereses terratenientes y en asuntos comerciales; en particular, la cuestión de si los precios agrícolas debían mantenerse artificialmente altos por los aranceles. Los Peelites fueron usualmente llamados "Conservadores Liberales", en contraste con los "Conservadores Proteccionistas" dirigidos por Benjamin Disraeli y Edward Smith-Stanley.
En 1845, frente a una seria hambruna en Irlanda, Peel trató de bajar los precios de los alimentos mediante la derogación de las Leyes del Maíz. Fue capaz de sacar adelante su propuesta ante la Cámara de los Comunes, pero solo pagando el precio de dividir al Partido Conservador; una división que llevó a la caída del gobierno de Peel en junio de 1846, y a su reemplazo por un gobierno liberal dirigido por Lord John Russell.
Los principales miembros de la facción Peelite que se desarrolló después de la división del Partido Conservador en 1846 fueron:
- Sir Robert Peel
- Sir James Graham
- George Hamilton-Gordon
- William Ewart Gladstone
- Sidney Herbert
- Edward Cardwell
- Henry Pelham-Clinton
- Sir John Young

Los Peelites sumaban alrededor de un tercio del viejo Partido Conservador después de las elecciones generales de 1847. Sus principales posiciones políticas en ese momento estaban más cerca de los Conservadores Proteccionistas que a los Whigs y radicales en el Parlamento, excepto en el asunto del libre comercio. Sin embargo, la división había sido muy amarga en lo personal, con ataques personales hacia Peel por parte de conservadores proteccionistas como Lord George Bentinck y Benjamin Disraeli, lo que provocó que fuera imposible reconciliar a los Peelites con el Partido Conservador, incluso después de que los conservadores abandonaran oficialmente el proteccionismo en 1852. 
Después de la muerte de Peel en 1850, la facción Peelite fue dirigida por Sir James Graham y Lord Aberdeen, el último de los cuales fue primer ministro en 1852 formando un gobierno de coalición con los Whigs. Ese gobierno cayó en 1855 como resultado de la impopularidad de la Guerra de Crimea.
Después de la caída del gobierno Aberdeen, la facción Peelite llevó la mayor parte de la culpa por su gestión de la guerra en Crimea. El partido perdió aún más cohesión cuando algunos de sus miembros Gladstone, Graham y Herbert aceptaron puestos en el gabinete del nuevo gobierno dirigido por Henry John Temple, solo para dimitir unas semanas más tarde cuando el Gobierno acordó llevar a cabo una comisión sobre la conducción de la reciente guerra en Crimea. Tras esto, ningún líder se posicionó en la facción, por lo que más que un partido político parecían un grupo de independientes. En las elecciones de 1857 el número de miembros se redujo hasta 26 (quizás menos de 20 - identificar quién era y quién no era un Peelite se hizo cada vez más difícil).
Los Peelites finalmente desaparecieron como facción política cuando aceptaron unirse a miembros Whigs, Radicales y del Partido Independendiente Irlandés para hacer caer al gobierno conservador del Earl de Derby en 1859. Como resultado de esta alianza surgió el Partido Liberal Británico. Numerosos Peelites (incluyendo a Gladstone, Herbert, Cardwell, y Newcastle, pero sorprendentemente no a Graham, que fue uno de los impulsores de la coalición) aceptaron puestos en el gabinete de Lord Palmerston, mientras que otros Peelites se convirtieron en independientes o regresaron con los conservadores.